# Mairie de Sarrancolin

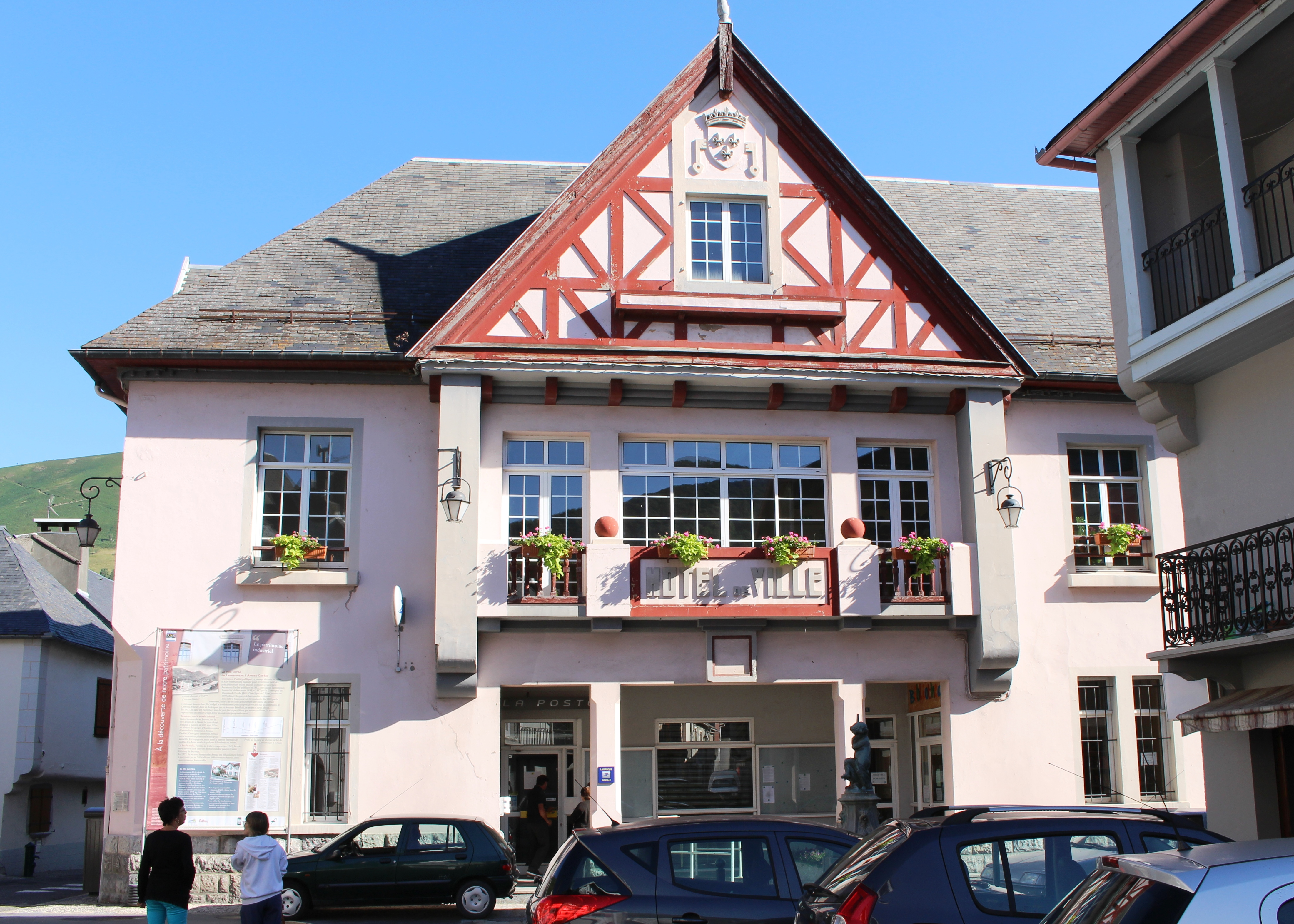
La mairie.

La mairie de Sarrancolin, aussi nommée hôtel de ville de Sarrancolin, désigne le bâtiment civil qui accueille les institutions municipales de la ville de Sarrancolin et le bureau de la poste.

## Historique
L'ancienne mairie-halle qui se trouvait en travers de la rue qui conduit à Ilhet, en prolongement du pont au-dessus de la Neste, est démolie en janvier 1934 pour permettre l'élargissement de ladite rue menant à la gare de Sarrancolin sur la ligne de Lannemezan à Arreau.
A l'origine du projet, le bâtiment devait abriter, en plus de la mairie et de la poste, une gendarmerie.
La mairie de Sarrancolin est construite par l'architecte du gouvernement Georges Ferrero, suite à l'adjudication en juillet 1934 les travaux sont confiés à l'entrepreneur Fraisse de Lannemezan. La réception provisoire des travaux est recueilli juillet 1935, et celle définitive en avril 1937.

## Description
Le bâtiment est ordonnancée autour d'un pignon en façade orné d'un faux pan-de-bois et soutenu par 2 contreforts en encorbellement, au sommet du pignon de façade on y trouve les Armoiries de Sarrancolin : d'or à 3 fleurs de lis d'argent.

## Localisation
Elle est située au 5 rue de l'Hôtel-de-Ville devant la rue Royale qui mène à la porte Sainte-Quitterie.